# Biserica „Sfântul Arhanghel Mihail” din Coșcalia
Biserica „Sf. Arhanghel Mihail” este o biserică amplasată în Coșcalia, raionul Căușeni, Republica Moldova. Este un monument arhitectural de importanță națională inclus în Registrul monumentelor Republicii Moldova ocrotite de stat cu nr. 103 (raionul Căinari). Datează din 1810.